# Andrena luteihirta
Andrena luteihirta är en biart som beskrevs av Donovan 1977. Andrena luteihirta ingår i släktet sandbin, och familjen grävbin. Inga underarter finns listade i Catalogue of Life.